# Pasaporte palestino
El pasaporte palestino (en árabe: جواز سفر السلطة الفلسطينية‎) es un documento de identidad emitido desde abril de 1995 por la Autoridad Nacional  Palestina a los residentes palestinos de los territorios palestinos con fines de viaje internacional. 
El pasaporte de la Autoridad Nacional Palestina está disponible para cualquier persona que presente un certificado de nacimiento que demuestre que nació en Palestina. Lo que constituye "Palestina" para este propósito no está claro. En la práctica, solo los residentes de áreas bajo la jurisdicción de la Autoridad Palestina pueden postularse. Tampoco está claro si los palestinos nacidos fuera de Palestina podrían solicitar el pasaporte.
Sin embargo, la emisión del pasaporte está sujeta a restricciones adicionales impuestas por el Gobierno israelí. Israel afirma que el requisito está permitido para las necesidades de seguridad en virtud de los Acuerdos de Oslo.

## Historia

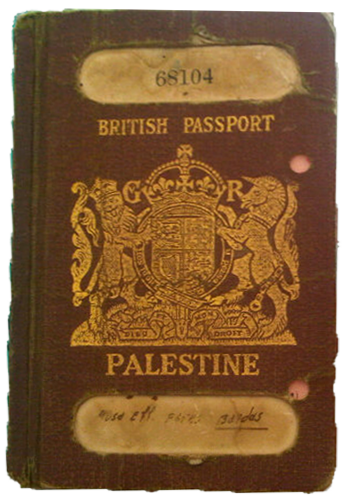
Pasaporte del Mandato de Palestina, emitido por las autoridades británicas entre 1924 y 1948.

Entre 1924 y 1948, el término "pasaporte palestino" se refería a los documentos de viaje que estaban disponibles para los residentes del Mandato Británico de Palestina. Emitidos por el Alto Comisionado para Palestina, fueron titulados oficialmente, "pasaporte británico, Palestina". Estos pasaportes se invalidaron con la terminación del mandato británico el 15 de mayo de 1948. Los pasaportes israelíes y jordanos se ofrecieron a los antiguos sujetos del mandato británico de acuerdo con la ciudadanía que adquirieron después de la guerra árabe-israelí de 1948. Un número significativo de árabes palestinos, especialmente en la Franja de Gaza y aquellos que encontraron refugio en Siria y Líbano, permanecieron apátridas, ya que Egipto, Siria y Líbano no les permitieron integrarse como ciudadanos. 
El Gobierno de Toda Palestina, controlado por Egipto, emitió pasaportes de Palestina entre 1949 y 1959 a residentes palestinos de la Franja de Gaza y Egipto. Sin embargo, a los titulares de pasaportes no se les permitía moverse libremente a Egipto. Mientras tanto, Transjordania se anexionó Cisjordania y los residentes palestinos de Cisjordania se convirtieron en ciudadanos de Jordania y tenían derecho a un pasaporte jordano. 

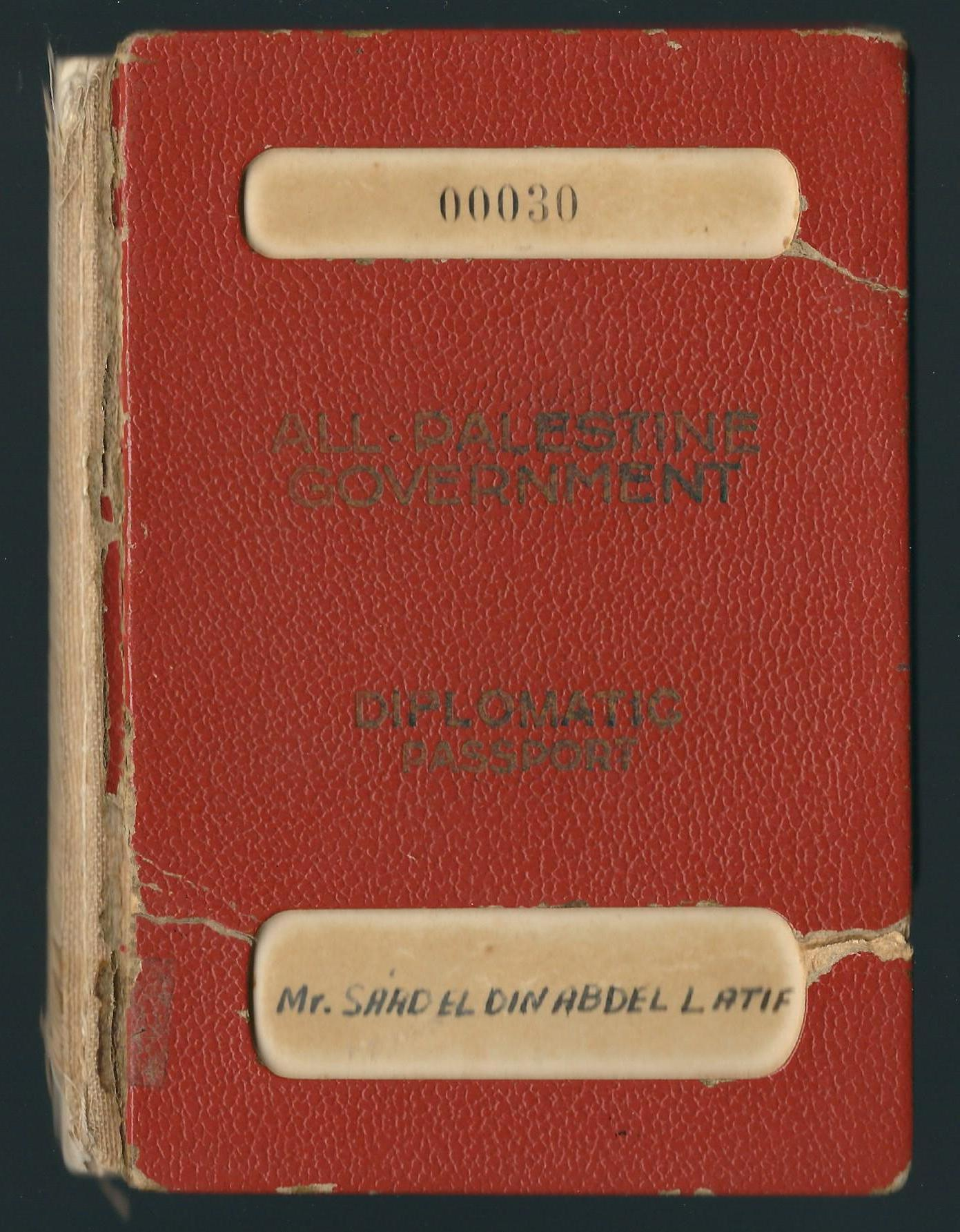
Portada de un pasaporte diplomático de Toda Palestina de 1962.

Después de la guerra de los Seis Días en 1967, durante la cual Israel capturó Cisjordania de Jordania, los árabes palestinos que vivían allí continuaron teniendo derecho a solicitar pasaportes jordanos y vivir en Jordania. Los refugiados palestinos que realmente viven en Jordania también se consideraron ciudadanos jordanos de pleno derecho. En julio de 1988, Jordania cortó todos los lazos legales y administrativos con Cisjordania. Cualquier palestino que viva en Jordania seguirá siendo ciudadano jordano; pero los residentes de Cisjordania no lo harían. 
Jordania continuó emitiendo pasaportes a los palestinos en Cisjordania, pero fueron solo con fines de viaje y no como indicación de ciudadanía. A los palestinos de Cisjordania que tenían pasaportes jordanos regulares se les expidieron pasaportes temporales al expirar los antiguos, y la entrada en Jordania por parte de los palestinos se hizo por tiempo limitado y se consideró solo con fines turísticos. 
El 2 de abril de 1995, dos años después de los Acuerdos de Oslo de 1993, la Autoridad Palestina comenzó a emitir pasaportes de la Autoridad Palestina al público en las zonas autónomas de Gaza y Jericó. Estos pasaportes conservaron el número de identificación personal de la Administración Civil israelí.

## Implicaciones del pasaporte
Los palestinos consideran el pasaporte como un "símbolo crucial de la nacionalidad". El reconocimiento de los pasaportes por otros países ha sido citado como prueba de reconocimiento por parte de ellos del Estado de Palestina o la nacionalidad y ciudadanía palestina. 
A partir de 1997, los pasaportes palestinos no se emitieron a nombre del Estado de Palestina. Algunos países, incluido Estados Unidos, reconocen los pasaportes de la Autoridad Palestina como documentos de viaje, aunque el reconocimiento de los pasaportes no implica el reconocimiento de la ciudadanía por parte de ellos, ya que no son emitidos por un gobierno que reconocen. Egipto, Jordania y los Emiratos Árabes Unidos han indicado solo (en mayo de 2002) que los pasaportes, junto con visas válidas u otros documentos necesarios, permitirían a sus titulares viajar a sus países.

## Nota del pasaporte
El documento contiene una nota en la segunda página (dentro de la portada) que indica:
Español;
ESTE PASAPORTE/DOCUMENTO DE VIAJE SE EXPIDE EN CONFORMIDAD AL ACUERDO PALESTINO DE AUTOGOBIERNO, SEGÚN LOS ACUERDOS DE OSLO FIRMADOS EN WASHINGTON EL 13/09/1993.
SE REQUIERE PARA TODOS AQUELLOS A QUIEN PUEDA PREOCUPAR PERMITIR QUE EL PORTADOR DE ESTE PASAPORTE/DOCUMENTO DE VIAJE PASE LIBREMENTE SIN DEJARLO Y SUJETARSE Y QUE LE PERMITA TAL ASISTENCIA Y PROTECCIÓN COMO PUEDA SER NECESARIO.